# Aleksandr Brunkovskij
Aleksandr Brunkovskij (russisk: Алексáндр Григóрьевич Брунькóвский) (født 22. januar 1963 i Odessa i Sovjetunionen) er en russisk filminstruktør og manuskriptforfatter.

## Filmografi
- Zjizn vrasplokh (Жизнь врасплох, 2007)[1][2]